# Горин, Виталий Николаевич
Вита́лий Никола́евич Го́рин (9 июня 1971, Кручёная Балка, СССР — 8 января 1995, Грозный, Чечня) — старший лейтенант Вооружённых Сил Российской Федерации, участник первой чеченской войны, Герой Российской Федерации (1997).

## Биография
Виталий Горин родился 9 июля 1971 года в селе Кручёная Балка Сальского района Ростовской области. Окончил среднюю школу № 76 посёлка Гигант Сальского района. В 1988 году был призван на службу в Советскую Армию. В 1992 году Горин окончил Казанское военное танковое командное училище, после чего служил в 503-м мотострелковом полку 19-й мотострелковой дивизии Северо-Кавказского военного округа, дислоцировавшегося во Владикавказе. К декабрю 1994 года в звании старшего лейтенанта командовал танковым взводом.
13 декабря 1994 года Горин участвовал в боях у станицы Ассиновская. Воевал в составе группировки федеральных войск «Запад». Во время штурма Грозного благодаря умелым действиям Горина его взвод в период самых кровопролитных боёв не имел потерь в личном составе, при этом находясь в гуще событий. 8 января 1995 года Горин около 6 часов вёл неравный бой, поддерживая огнём российские подразделения, наступавшие на ближних подступах к дворцу Дудаева. Сепаратистам удалось подбить танк Горина, при этом он был ранен, но горящего танка не покинул, продолжая вести огонь, стремясь прикрыть эвакуацию своих подчинённых, и погиб при взрыве боезапаса. Похоронен в посёлке Гигант Сальского района.

## Награды
Указом Президента Российской Федерации от 12 марта 1997 года за проявленное мужество при наведении Конституционного порядка в Чеченской республике Российской Федерации, старшему лейтенанту Виталию Николаевичу Горину присвоено звание Героя Российской Федерации (посмертно).

## Память
- На Аллее Героев площади Свободы г. Сальска установлена памятная стела с барельефом Героя России Горина В. Н.
- В честь Героя России В. Н. Горина названы улицы в микрорайоне Заречный-2 города Сальска, а также в посёлке Гигант Сальского района.
- На здании средней общеобразовательной школы № 76 поселка Гигант Сальского района установлена мемориальная доска в память о Герое России В. Н. Горине.
- В честь Героя России В. Н. Горина названа улица в городе Казани Республики Татарстан.